# Maingau

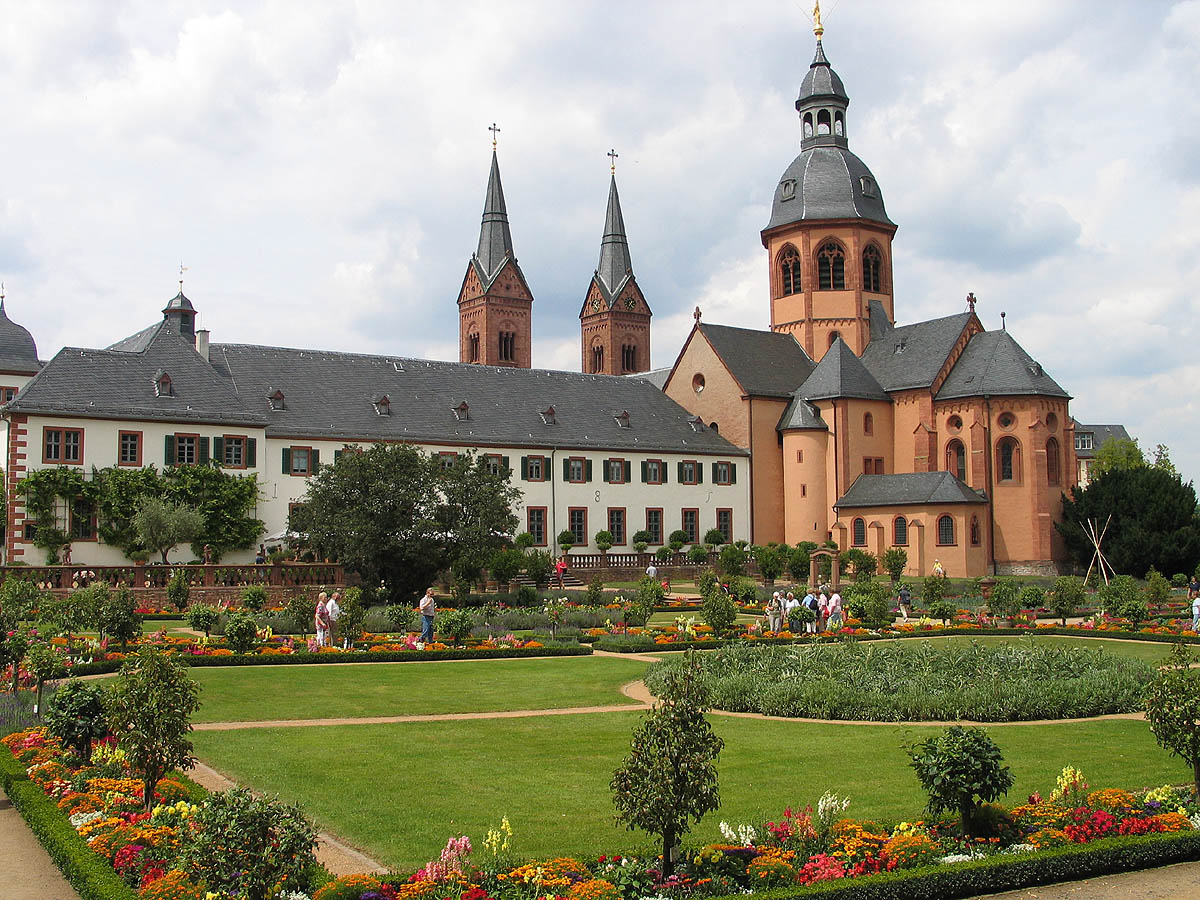
Basílica d'Einhard a Seligenstadt

El Maingau (País del Main) fou un territori a l'Imperi Franc (Regne Franc Oriental) a la zona del riu Main amb Frankfurt del Main i l'Odenwald septentrional al voltant del riu (Rodau, Gersprenz i Mümling), així com a la dreta del Main al voltant d'Aschaffenburg. Al Maingau ("in pago Moingewi") va néixer Einhard l'any 770. El Maingau va estar al Ducat de Francònia, més tardà a la Francònia de l'oest (la part occidental del ducat) coneguda també com a Francònia del Rin.

## Situació

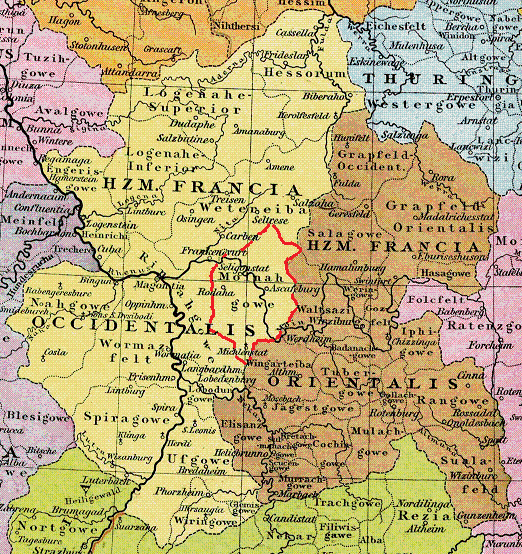
Situació del Maingaus al ducat de Francònia de l'oest al voltant de l'any 1000

El Maingau limitava a l'oest amb Oberrheingau, al nord (al nord del Main) amb el Niddagau i Wetterau). No existien límits fixes. Algunes comarques com el Rodhau i el Bachgau, són fragmentacions del Maingau; fins i tot el Kinziggau en la part septentrional, al llarg el Kinzig i el Plumgau a l'est, al Spessart meridional, es pot considerar que en van ser part.

## Història

### Domini romà

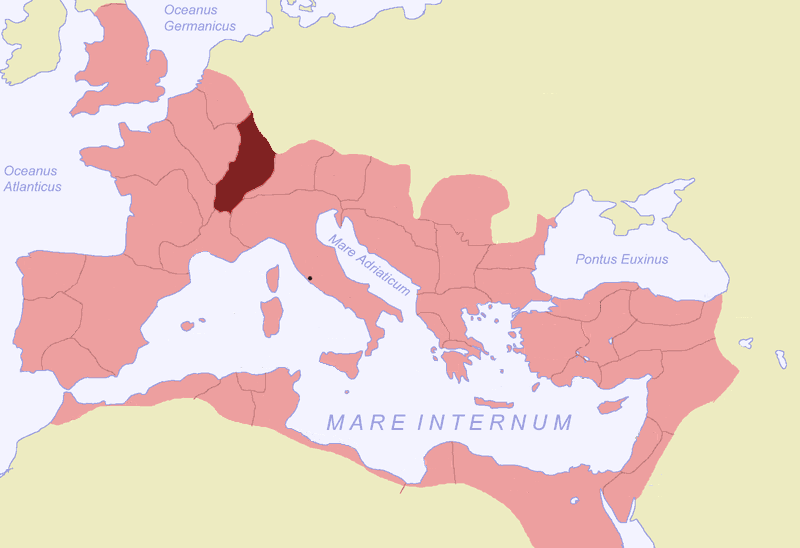
Situació de la província romana de Germània Superior

Durant la pertinença a l'Imperi Romà el Maingau fou part de la província de Germània Superior amb la Ciutat dels Auderiencs. Tàcit escrivia ja sobre els habitants de la regió ("Desè país" = Agri Decumates).
Després de la retirada de les tropes romanes dels Agri Decumates (Àrea a la dreta del Rin) vers el 260, va quedar en poder dels pobles germànics i celtes, una població barrejada que va seguir encara fent un comerç actiu amb els romans de la banda del Rin esquerra.

### Alamans

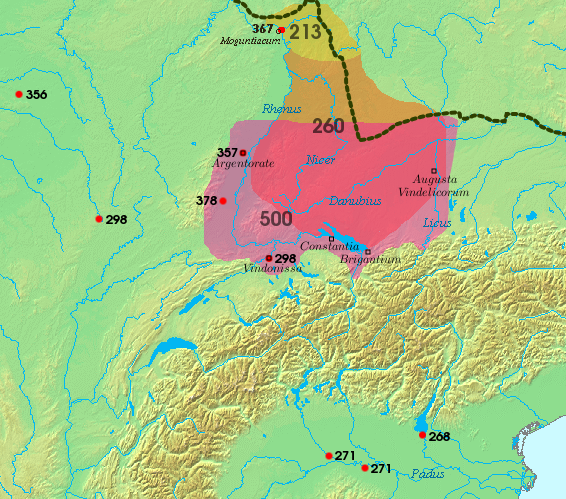
visió general de la difusió dels alamans

Un dels pobles germànics que van passar per la zona foren els alamans. S'hi remunten diverses fundacions locals: Bellingen, Sprendlingen ("Sprendlingun"),Mainflingen ("Manolfingen"), Hainstadt ("Heinstadt"), Seligenstadt ("Saligunstadt"), Stockstadt am Main ("Stoddenstadt") així com Großkrotzenburg i Klein-Krotzenburg ("Cruzenburch").

### Francònia

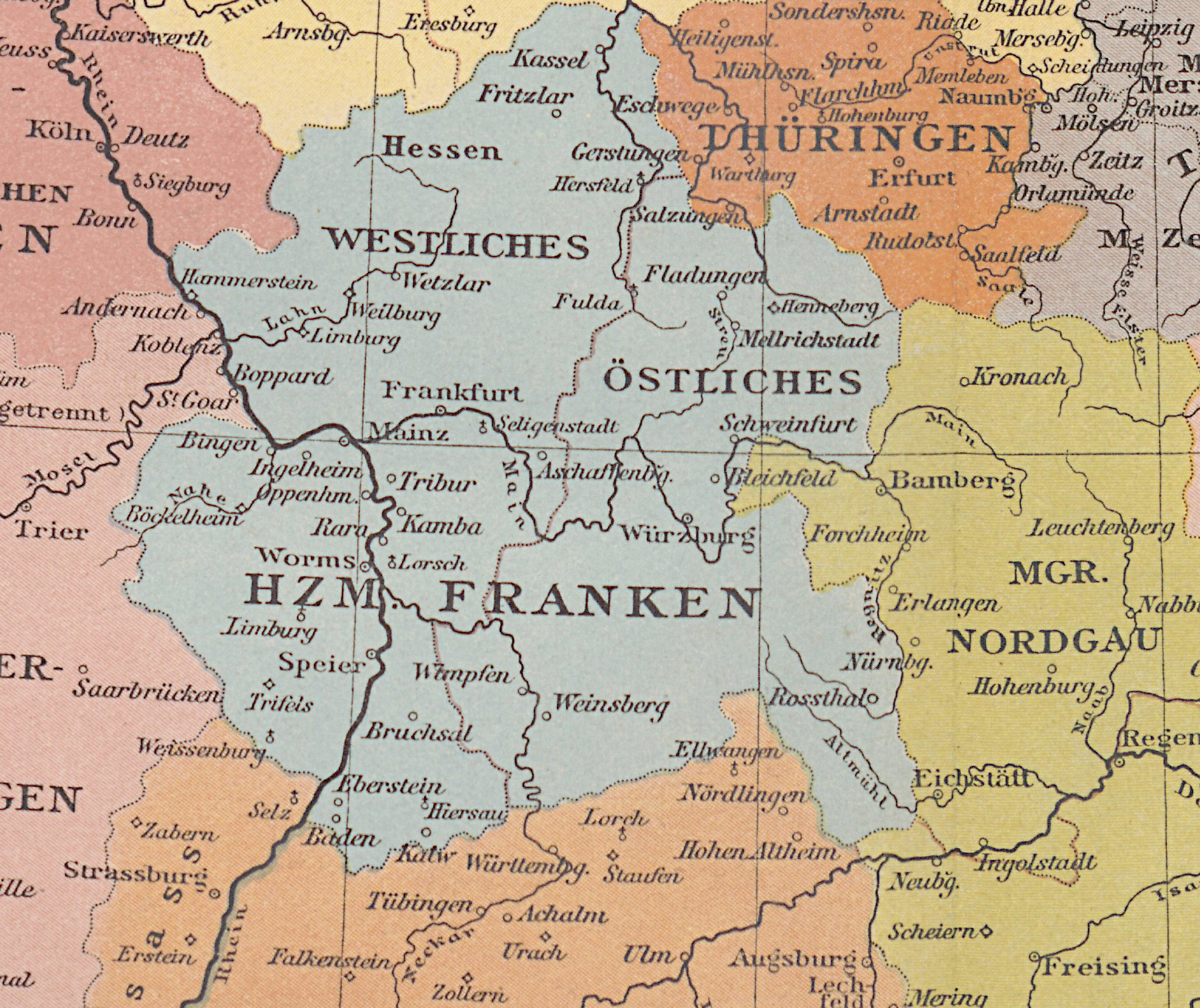
ducat de Francònia al voltant de 800

La victòria del rei de francs Chlodwig (Clodoveu) I sobre els alamans l'any 496 va posar les ciutats alamanes sota dominació franca i van formar part del regne anomenat Austràsia. Sota els francs el Maingau s'adscrivia com a àrea d'administració als comtats del Main a Francònia
Els nous sobirans francs de la dinastia merovíngia del període (481-560) van mantenir les velles poblacions i n'hi van afegir de noves; les ciutats romanes encara es conservaven i mantenien els seus noms.

Europa central a l'alta edat mitjana

Després de la divisió del regne franc el 561 la noblesa guanyava poder i dirigia el país. Al Maingau tenien lloc en aquest temps grans desbrossaments de terres. Les refundacions en l'àrea desbrossada rebien noms generalment amb acabaments -bach -tal  -hofen i -feld : 
- Offenbach
- Dietzenbach
- Dudenhofen,
- Hartingshofen

Altres refundacions fora del Maingau foren: Mörfelden (Mersenuelt) Langen i Egelsbach

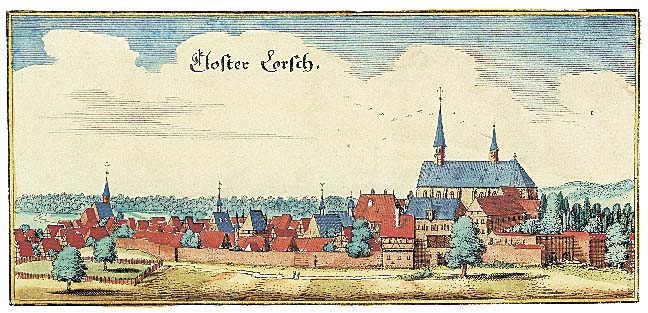
Abadia de Lorsch amb propietats al Maingau en temps dels carolingis

Encara que el rei Clodoveu I ja el 499 s'havia batejat com a cristià, els habitants del Maingaues conservaven els seus costums pagans. Només a partir de la missió religiosa del 719 de Bonifaci de Fulda la zona va esdevenir cristiana. Les refundacions reberen llavos l'acabament -hausen:
- Dreckshausen (Dreckhusen'), 1336
- Froschhausen (Villa Froschusen), 1323, propietat del monestir de Seligenstadt
- Hainhausen (Haginhusen), 1107, seu dels senyors d'Hagenhausen els descendents dels quals foren els senyors i comtes d'Eppstein.
- Ippingshausen (Ippingeshusen), 1210
- Messenhausen, 1282
- Obertshausen (Oberdueshusen), seu dels senyors de Hausen una línia col·laterals dels comtes d'Hagenhausen,
- Patershausen (Patershusen) 1210, originalment fou un petit monestir de benedictins.
- Rennigishausen (Rennigishusen)
- Richolfshausen (Rycholfshusen) esmentada entre 1338 i 1430
- Zellhausen (Celhusen), 1329, propietat del monestir Seligenstadt.
- Hausen (Husen), 1357

Els dominis i influència d'aquestes "hausen" indiquen una colonització metòdica i un efectiu desbrossament del país per part de la reialesa.

### Comtes del Maingau

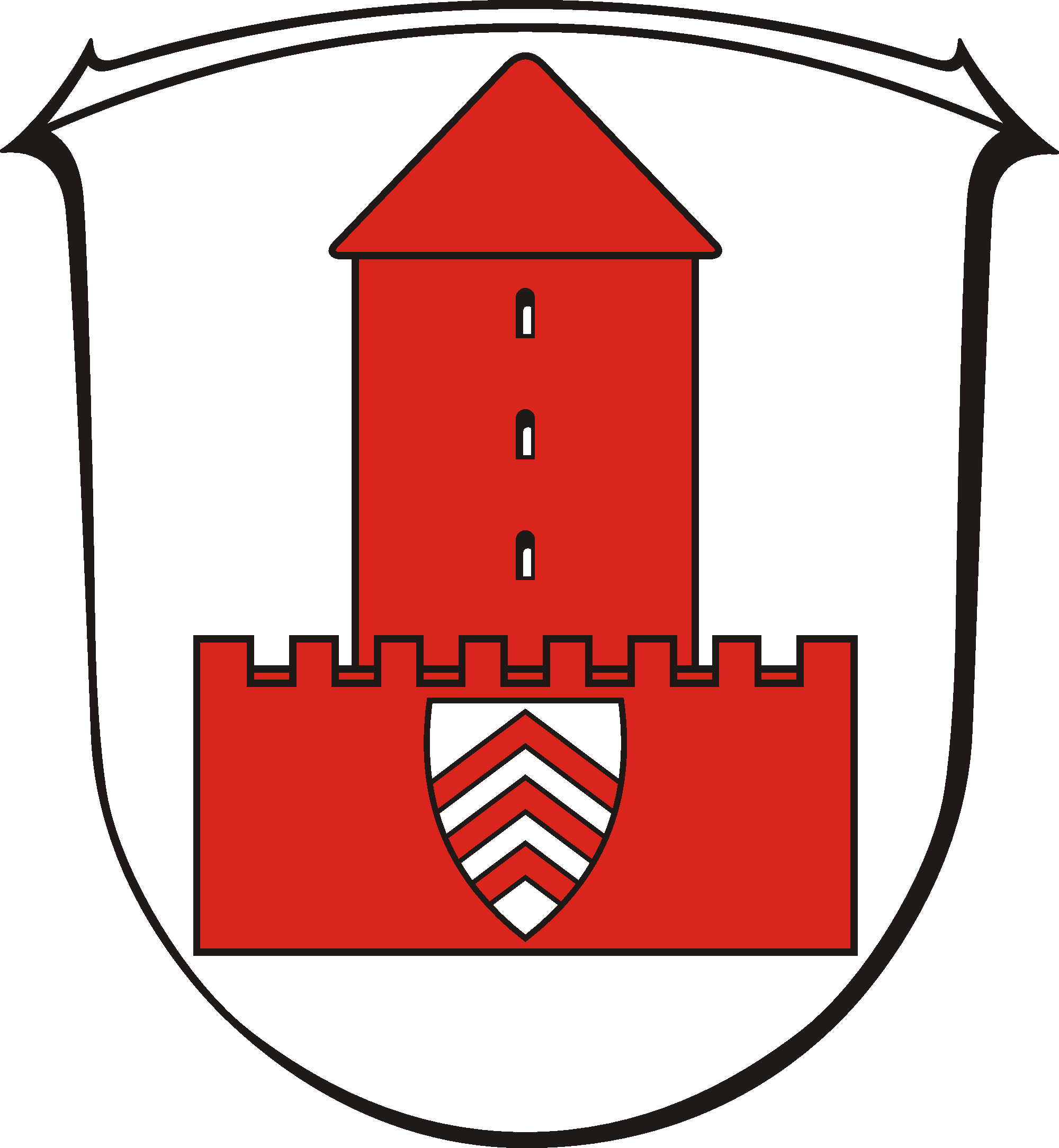
Castell de Wasserburg dels Hagenhausener amb l'escut

Sota Carlemany i els seus successors el càrrec comtal, un nomenament reial, esdevenia hereditari. Dels comtas al Maingau se sap ben poca cosa; es suposa que els Hagenhausener amb seu a Rodgauer van originar els senyors i després comtes d'Eppstein.
- Drogó, testificat com a comte 753 i 762. El 815 un altre Drogó s'esmenta a l'Ober i Untermühlheim amb Seligenstadt i Mühlheim
- Rupert al voltant de 776
- Warin (Guarí) i la seva dona Fiderun (també Friderun) a partir del 762 feien donacions al monestir de Fulda. Vers el 772 era també comte a Turgòvia Encara està testificat fins al 813. D'aquest Warin serien descendents els emperadors de la dinastia sàlica
- Walah, esmentat vers 768
- Al segle ix eren comtes al Maingau els francs Babenberg (Babenberger) i per això el país s'esmenta a vegades com Marca de Babenberg
- Conrad el Vell (dels Conradians), nascut vers 855, que servia a Arnulf de Caríntia l'any 893 i havia substituït als Babenberg o Poppònides el que va iniciar una lluita entre els dos llinatges. Conrad va morir el 27 de febrer del 906.
- Conrad el Jove, hauria estat comte al Maingau després del 906
- Ruocar, vers 945, governava un comtat a l'anomenada Marca Reial ("Königer Mark").
- Meingoz o Meiningoz (Meingaud) de la casa dels conradians, esmentat com a comte al Maingau entre 965 i 987, comte al Lobdengau del 987 al 1002, i abat laic de Sant Maximí.
- Al segle X s'esmenten al Maingau als comtes Eberard III (nascut aproximadament 890, mort el 10 de maig de 966) i Eberard IV, també de la casa dels conradians; el segon és anomenat el 975.
- Gerlac (Gerlach, llatí "Gerlahi") apareix el 1013 en un document d'Enric II com a propietari d'algun lloc al Maingau; potser era comte també al Lahngau.
- Gerard, probablement del llinatge dels Reginbodonen, esmentat el 1069 com a comte al Maingau
- Ditó, comte esmentat al segle xi amb béns a Radheim

### Desenvolupament modern

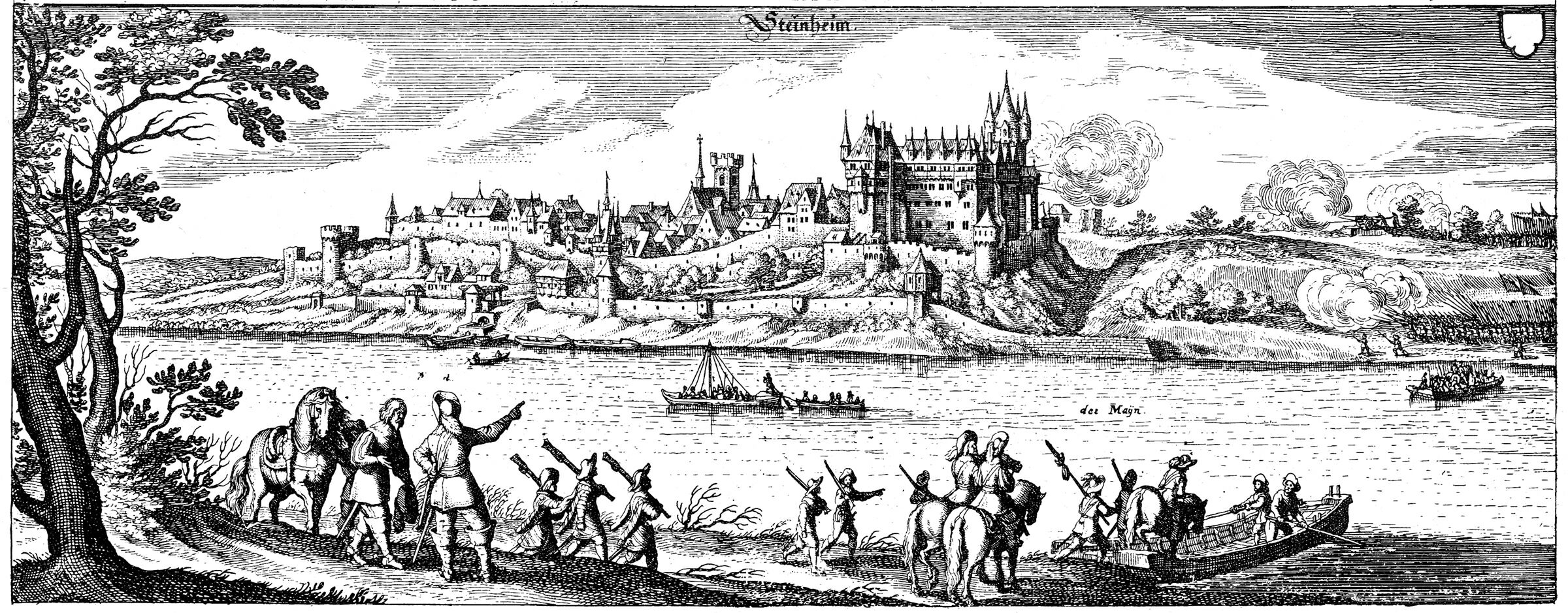
Castell de Steinheim

A partir de 1803 pertanyien les parts principals del Maingau al Gran ducat de Hessen i al Principat d'Aschaffenburg que va passar per poc temps al Gran ducat de Frankfurt i el 1814 a Baviera. Els hessians van dividir després l'àrea en noves estructures d'administració. Llavors el Maingau antic va formar el cercle d'Offenbach, el districte de Darmstadt-Dieburg, el districte d'Aschaffenburg i el districte de Miltenberg dins dels estats de Hessen i Baviera.

### Dominis eclesiàstics
Molts llocs del Maingaus s'esmenten com a dominis del monestir de Lorsch. A través de donacions el monestir aconseguia a l'alta edat mitjana possessions àmplies en aquesta àrea.
Les mencions documentals de dominis eclesiàstics al temps dels francs al Maingau, són:
- Rumpenheim donada l'1 de juliol de 770
- Bellingen entre 765 i 815
- Klein-Welzheim, esmentat com Walinesheim el 772
- Mainflingen, de 775 a 799
- Bürgel 790
- Bieber esmentada per primer cop el 22 d'abil de 791 quan el noble franc Erlulf va cedir totes les seves propietats al monestir de Lorsch
- Ober-Roden i Nieder-Roden esmentada per primer cop el 22 d'abil de 791 quan el noble franc Erlulf va cedir totes les seves propietats al monestir de Lorsch
- Dörnigheim 793
- Klein-Auheim und Großauheim, 806
- Mühlheim, 815
- Seligenstadt, 815 (propietat abans del comte Drogó)
- Offenbach 977
- Kleinostheim 980
- Dietesheim 1013
- Stockstadt am Main 1024
- Hausen, 1049
- Babenhausensegle XI
- Hergershausen
- Hainstadt,
- Meielsheim (devastada més tard).

## El Maingau avui
Actualment no correspon a cap entitat administrativa. El nom però s'utilitza per a algunes organitzacions esportives comarcal o entitats supramunicipals econòmiques i socials.